# تلوث المعلومات

إعلان من حملة مكافحة المعلومات المضللة ضد مرض كوفيد -19

تلوث المعلومات هو إمدادات المعلومات بمعلومات غير ملائمة، وفائضة عن الحاجة، وغير مرغوب فيها، ومعيقة، وذات أهمية قليلة. من الأمثلة على هذا النوع من التلوث هو المعلومات المضللة، البريد الإلكتروني غير الهام والعنف الإعلامي.
قد تتأثر الأنشطة البشرية سلبًا من خلال نشر معلومات غير مرغوب فيها وغير مفيدة. إن تلوث المعلومات يعتبر من الآثار السلبية لثورة المعلومات.
ينطبق مصطلح "تلوث المعلومات" بشكل عام على الاتصالات الرقمية مثل البريد الإلكتروني والرسائل الفورية (IM) ووسائل التواصل الاجتماعي. اكتسب المصطلح أهمية خاصة في عام 2003 عندما نشر جاكوب نيلسن وهو خبير بارز في استخدام الويب مقالات تناقش هذا الموضوع. في وقت مبكر من عام 1971 عبر الباحثون عن شكوكهم حول الآثار السلبية لضرورة التدقيق في فائض المعلومات منخفضة الجودة، يعتمد البشر على المعلومات لاتخاذ القرارات والتكيف مع المواقف المختلفة، ولكن الدراسات المعرفية أظهرت أن البشر لا يمكنهم معالجة سوى معلومات محدودة قبل أن تبدأ جودة قراراتهم في التدهور. يشار إلى هذه الظاهرة عادة باسم "زيادة المعلومات" ويمكن أن تكون ضارة بعملية صنع القرار ، بغض النظر عن جودة المعلومات المتاحة.